# Гасанабад
Гасанабад (азерб. Həsənabad) — посёлок городского типа в Нефтечалинском районе Азербайджана. В посёлке расположена железнодорожная станция Нефтечала (на линии Сальяны — Нефтечала).

## История
В 1993 г. постановлением Милли Маджлиса РА посёлок Советабад (входящий в состав поссовета имени 26 Бакинских Комиссаров) отнесен к категории посёлков городского типа и переименован в Гасанабад с перенесением в него центра поссовета. Тем же постановлением в состав посёлка включен посёлок городского типа имени 26 Бакинских Комиссаров.

## Население
| 2011 | 2020  |
| ---- | ----- |
| 6500 | ↗6926 |

## Известные уроженцы и жители
- Иманов Самид Гюлага оглы — Национальный Герой Азербайджана;